# زندگیم بی‌تو مزخرف است
«زندگیم بدون تو مزخرف است» (به انگلیسی: My Life Would Suck Without You) تک‌آهنگی از کلی کلارکسون است که در ۱۳ ژانویه ۲۰۰۹ منتشر شد. این تک‌آهنگ در آلبوم تنها چیزی که تا حالا خواستم قرار داشت.
این تک‌آهنگ در چارت‌های مجارستان در رتبه اول و در چارت‌های ، ایرلند، استرالیا، آلمان، سوئد، سوئیس، اتریش، جزو ده ترانه اول قرار گرفت.